# 우에스기 가게토라
우에스기 가게토라(上杉景虎, 덴분 23년(1554년)? - 덴쇼 7년 음력 3월 24일(1579년 4월 19일))는 센고쿠 시대부터 아즈치모모야마 시대의 무장이다. 호조 우지야스(北条氏康)의 7남으로 태어나 호조 사부로(北条三郎) 또는 호조 우지히데(北条氏秀)라는 이름으로 불렸고, 이후에는 우에스기 겐신(上杉謙信)의 양자가 되었다.

## 생애

### 어린 시절
어린 시절에는 하코네 소운지에서 스님 생활을 하고 있었다. 호조 우지야스, 다케다 신겐(武田信玄), 이마가와 요시모토(今川義元) 사이의 삼국동맹이 성립되자 다케다 가문에 인질로 보내졌다고 한다. 그러나 최근에는 이것은 「관동8주 고전록」에서 지어낸 이야기이며, 실제로는 다케다 가문의 인질이 된 적은 없다는 견해가 일반적이다. 다케다측의 기록은 물론이고 관동8주 고전록 이전의 어떠한 기록에도 그러한 내용은 없다. 태어난 해도 일반적으로는 1554년이라고 하지만 확실한 것은 아니다.

### 사부로에서 가게토라로
사부로는 1570년에 호조 우지야스가 우에스기 겐신과 동맹을 맺었을 때, 겐신의 양자가 되어 우에스기 가문으로 보내졌다. 원래 1569년 10월에 호조 우지마사의 아들인 오타 겐고로를 양자로 보내기로 했었지만, 어린 아이를 양자로 보내는 것은 견딜 수 없는 일이라고 하여 취소되었다. 그해 12월에 우지히데는 작은 할아버지 호조 겐안의 양자가 되었고, 겐안의 딸과 결혼했다. 그리고 다음해(1570년) 2월에 에치고로 가게 되었고, 겐안의 딸과도 이혼했다. 인질로서 혹독한 대우를 받을 가능성도 있었다. 그러나 평생 독신의 몸이었기 때문에 친아들이 없던 겐신은 총명하고 외모가 수려했던 우지히데를 아주 아꼈다. 겐신은 우에스기 가게카쓰(上杉景勝)의 누나(혹은 여동생)을 아내로 삼게 하였으며, 자신의 옛 이름인 '가게토라'라는 이름을 쓰게 했다. 이는 가게토라를 후계자라고 보아도 이상할 것이 없을 정도로, 완전한 우에스기 가문의 일원으로 받아들이는 조치였다.

### 가문 계승 분쟁
1578년, 겐신이 출진을 앞두고 급사하자, 겐신의 또다른 양자인 우에스기 가게카쓰와 가문의 상속권을 둘러싸고 대립한다. 이것이 오다테의 난이다. 우에스기 가게노부, 혼조 히데쓰나, 기타조 다카히로 등 후다이 가신(가문 대대로 섬겨온 가신)들의 지지를 업고, 뒤에는 호조와 다케다라는 강대한 지원군도 보유하고 있던 가게토라가 우세에 있었다. 그러나, 가스가야마 성(겐신의 본거지)을 장악한 가게카쓰는 성 안의 막대한 황금을 사용해 갖가지 대외 공작을 펼쳐, 다케다 가쓰요리(武田勝頼)를 자신에게 끌어들이고 가게토라를 고립시켰다. 다음해인 1579년, 폭설로 길이 막혀 호조 가문으로부터 원군이 올 수 없게 된 상황에서 가게토라의 본거지였던 오다테 성이 함락되었다. 가게토라의 아내는 자신의 동생인 가게카쓰의 항복 권고를 거부하고 스스로 목숨을 끊었다(당시 24세였다고 한다). 가게토라는 형인 호조 우지마사에게 의탁하기 위해 관동으로 달아나려고 했지만, 도중에 호리에 무네치카의 모반으로 실패하고 어쩔 수 없이 자결하고 말았다. 향년 26세.

## 최근의 연구결과
- 겐신은 간토 관령(관동지방을 총괄하는 지방관)의 직위와 야마노우치 우에스기가의 상속권은 가게토라에게, 에치고 국주 자리와 에치고 우에스기 가문의 상속권은 우에스기 가게카쓰에게 각자 나누어 상속시키고자 했다는 견해가 일반적이다. 에치고의 우에스기=나가오 가문은 대대로 친족 간의 분쟁이 격렬했기 때문에, 겐신이 에치고를 통일한 후에도 각 가문 사이에는 원한이 남아 있었다. 우에다 나가오가 출신인 가게카쓰가 군주의 자리에 오른다면 보복당할 것이 틀림없는 고시 나가오 가문 등 적대 호족들은, 오다테의 난에서 호조라는 강력한 배후세력을 가지고 잇는 가게토라에게 기대어 위험에서 벗어나려고 했다. 그 외에도 가게토라를 지지했던 세력으로는 호조 가문과 친밀했던 산조 성의 지카쓰나, 우마바야시 성의 기타조 가게히로 등이 있었다. 가게카쓰를 지지했던 세력으로는 가게카쓰의 출신가문인 우에다 나가오 세력을 비롯하여 겐신 휘하의 중신이었던 나오에 가문, 사이토 도모노부, 겐신의 양자였다가 다른 가문을 이은 조조 마사시게, 야마우라 구니키요 등이 있다. 산본지가나 가와다가처럼, 한 가문 내에서 부모형제가 각기 다른 측을 지지하여 서로 적이 되었던 경우도 있다. 그러나 누구든 어느 쪽에 섰든 싸움의 추세를 가늠하여 자신과 집안의 안전을 도모하려 하였던 것이다.
- 최근에는 우에스기 가게토라(호조 사부로)와 호조 우지히데는 다른 사람이라는 설이 힘을 얻고 있다. 가게토라가 에치고에 있을 당시, '호조 우지히데'는 에도성에 있었다. 우지히데는 호조 쓰나시게(北条綱成)의 차남인 것으로 추정된다. 또한 당시의 기록 중에 가게토라가 호조 우지히데라는 이름을 썼다는 사료는 존재하지 않는다.

## 가게토라가 등장하는 소설
- 불꽃의 미라주 - 구와바라 미즈나
- 천지인(天地人) - 히사카 마사시(火坂雅志)

| 전임 우에스기 데루토라(겐신) | 야마노우치 우에스기 가문 당주 1578년 ~ 1579년 | 후임 우에스기 가게카쓰 (요네자와 우에스기 가문) |

## 같이 보기
- 우에스기씨